# Giorgio Tabacco

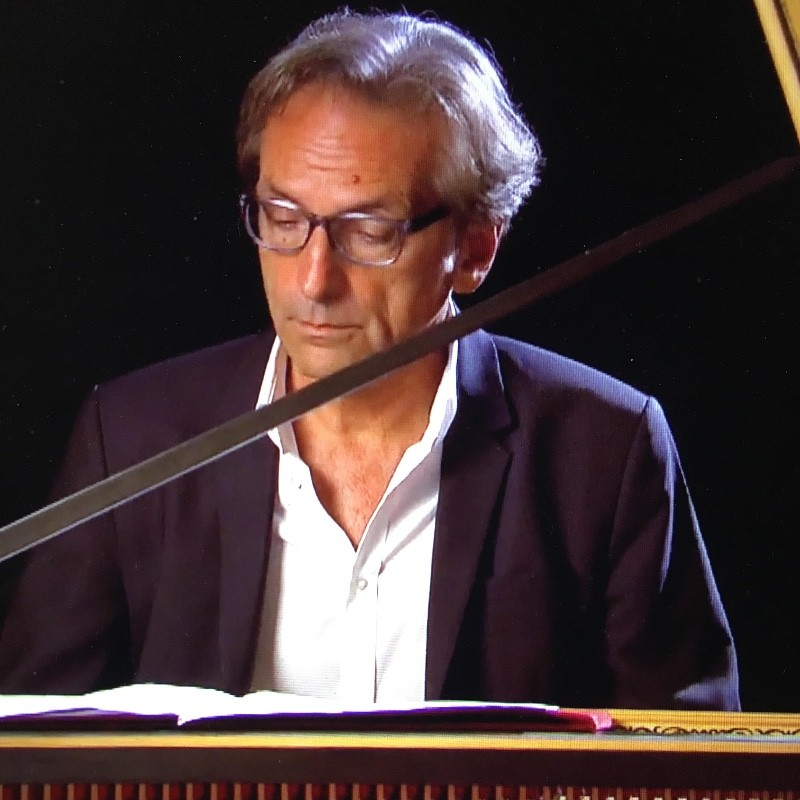
Giorgio Tabacco

Giorgio Tabacco (Cuneo, 8 aprile 1955) è un clavicembalista italiano.

## Biografia
Figlio di Maria Luisa Teobaldo e di Felice Tabacco, medico chirurgo specialista in malattie tropicali in attività tra il 1920 e il 1940 nell’ex Congo Belga, Giorgio Tabacco, dopo aver ottenuto il diploma di pianoforte presso il Conservatorio di Genova, si è dedicato interamente al clavicembalo e alla musica antica frequentando i corsi tenuti al Conservatorio di Piacenza da Achille Berruti, conseguendo il diploma. Ha poi seguito numerosi corsi in Italia e all'estero sotto la guida di artisti quali Bob van Asperen e Kenneth Gilbert, entrando successivamente a far parte dei corsi superiori della classe di Christiane Jaccottet presso il Conservatorio di Ginevra, ottenendo poi il Prix de Virtuosité.

## Attività
Titolare della classe di clavicembalo e tastiere storiche per più di quarant’anni presso il Conservatorio Giuseppe Verdi di Torino, nel 1991 è stato incaricato dalla Regione Piemonte e dall’Istituto per i Beni Musicali in Piemonte di dar vita a un ensemble cameristico con strumenti originali con lo scopo di diffondere il repertorio sei-settecentesco, in particolare quello piemontese. È nato così l’Astrée, un complesso che da allora ha tenuto centinaia di concerti in tutto il mondo e realizzato decine di incisioni discografiche. 
Nel 1993 ha fondato l’Orchestra con strumenti originali Academia Montis Regalis, di cui è stato per più di vent’anni direttore artistico. Sotto la sua direzione e con l’apporto della direzione musicale di Alessandro De Marchi, l’Orchestra è diventata una delle compagini con strumenti originali più importanti d’Italia e d’Europa. Molto attento alla riscoperta di compositori e di musiche inedite, ha dedicato molte energie allo studio di compositori appartenenti alla Scuola Violinistica Piemontese del Settecento, alcuni dei quali molto attivi e acclamati all’epoca presso le corti di Parigi, Londra e Sanpietroburgo, come nel caso di Gaetano Pugnani e Felice Giardini. 
Nel 2016 ha inoltre inciso alcune cantate inedite di Carlo Francesco Cesarini conservate presso la Biblioteca Casanatense di Roma e nel 2023 alcune arie di autori di Scuola Napoletana conservate presso la Biblioteca del Whist-Accademia Filarmonica di Torino, mai più eseguite in tempi moderni.
La sua attività concertistica lo vede impegnato sia come solista che con l'Astrée in Europa, Stati Uniti, Sud America, Giappone, presso prestigiose istituzioni e sale da concerto quali, l’Auditorium del Lingotto e l’Unione Musicale di Torino, la Cappella Paolina del Palazzo del Quirinale, l'Auditorio Nacional de Musica di Madrid, la Società di Musica Antica di Boston, la New York University, il Festival di Musica Antica del Castello di Versailles e la Frick Collection di New York, il Teatro Coliseo di Buenos Aires, il Konzerthaus di Vienna, il Festival di Potsdam-Sans Soucis, l’Innsbrucker Festwochen.
Per la rivista Amadeus ha inciso le sonate di Bach per violino e clavicembalo con Francesco D’Orazio, quelle di Händel per violino e basso continuo, alcuni trii di Haydn per violino, fortepiano e violoncello e i concerti di Bach per due clavicembali e archi con Mariangiola Martello. Dal 2022 ha intrapreso una collaborazione con la casa discografica tedesca CPO, realizzando con l’Astrée un Cd di musiche di Felice Giardini e Johann Christian Bach in occasione del trentennale di fondazione dell’Astrée e uno dedicato ad arie d’opera della seconda metà del settecento in collaborazione con il soprano Stéphanie Varnerin.

## Discografia
- 1992 - La Scuola Piemontese nel XVIII secolo (Symphonia – SY 92513)
- 1993 - Gaetano Pugnani - Pièces à Plusieurs Parties (Symphonia – SY 92S21)
- 1996 - Felice Giardini - Cinque Quartetti per i Duchi del Devonshire (Opus 111 - OPS 30 - 163 HM90)
- 1997 - Tommaso Giordani - Quartetti e Quintetti (Opus 111 - OPS 30 - 233 HM90)
- 1999 - Gaetano Pugnani - Sonate, Duetti, Trii (Stradivarius – STR 33550)
- 2000 - Antonio Vivaldi - Concerti da camera (Opus 111 -  30 - 264)
- 2000 - Antonio Vivaldi - Sonate da camera (Naiveclassique-OP30252)
- 2001 - Antonio Vivaldi - Concerti e cantate da camera vol.1 (Naiveclassique – OP 30358)
- 2002 - Antonio Vivaldi - Concerti e cantate da camera vol.2 (Naiveclassique-OP30404)
- 2003 - Antonio Vivaldi - Concerti e cantate da camera vol.3 (Naiveclassique-OP30327)
- 2003 - Georg Friedrich Händel - Sonate per violino e continuo (Amadeus AM – 200 - 2)
- 2009 - Franz Joseph Haydn - Trii per violino, violoncello e fortepiano (Amadeus – AM 232 - 2)
- 2010 - Johann Sebastian Bach - Concerti per due clavicembali e archi (Amadeus – AM 245 - 2)
- 2012 - Wolfgang Amadeus  Mozart - Sonate per fortepiano e violino (Avi-music 8553244)
- 2013 - Wolfgang Amadeus Mozart - Fortepiano Trios (Avi-music 8553289)
- 2013 - Mozart-Dussek & Pleyel Music for two Fortepianos (RS 0651 - 201)
- 2015 - Perle del Piemonte (Glossa- GCD c80018)
- 2016 - Carlo Francesco Cesarini - Cantatas (Aparté-AP 136)
- 2022 - The court of Turin & London Felice Giardini & Johann Christian Bach Quartets &Quintets (CPO 555497 - 2)
- 2023 - Operas Arias in Turin in 18th century From Società del Whist – Accademia Filarmonica (CPO 555664-2)